# New Windsor (CDP, New York)
Pour les articles homonymes, voir New Windsor.
New Windsor est une census-designated place du comté d'Orange, dans l'État de New York, aux États-Unis,. En 2020, elle compte une population de 8 882 habitants.